# Хардстеп
Хардсте́п (англ. hardstep) — поджанр драм-н-бейса, возникший в середине 1990-х годов. Он характеризуется суровым стилем производства, который состоит из ощущения жизни в центре города. Брейки менее резкие, чем в джангле, и имеют более быстрые и жесткие простые электронные мелодии. Одной из характеристик является акцентированный, но в то же время редкий ударный бит.
Жанр завоевал популярность у джанглистов, и хотя текстеп обогнал его по популярности, поклонники стиля все еще остаются. Среди ранних исполнителей хардстепа — DJ Hype и DJ Zinc.